# JR Yumesaki-lijn
De Yumesaki-lijn (ゆめ咲線, Yumesakisen) is een spoorlijn in de Japanse stad Osaka. Officieel heet de spoorlijn Sakurajimasen (桜島線), maar deze naam wordt zelden gebruikt. De lijn loopt vanaf Nishikujō naar Sakurajima. Het wordt voornamelijk gebruikt als verbinding naar het pretpark Universal Studios Japan.

## Relatie met Universal Studios Japan
Naast de reguliere treindienst zijn er ook (voornamelijk in het hoogseizoen) onregelmatige diensten vanuit zowel Osaka als er buiten om het pretpark te bedienen. Doordat het aantal bezoekers recentelijk is teruggelopen zijn deze diensten erg zeldzaam geworden.
De lijn is zo aangepast dat de treinen ten tijde van een ongeluk nog steeds het pretpark kunnen bereiken.

## Geschiedenis
De Yumesaki-lijn maakte tot 1961 deel uit van de Nishinari-lijn. Na de opening van de Osaka-ringlijn werd het gedeelte tussen Nishikujō en Sakurajima de Sakurajima-lijn. In 1940 leidde een ontsporing van een tankwagon bij het station Ajikawaguchi tot zeer veel doden en gewonden.
Voor de opening van Universal Studios Japan maakte het spoor gebruik van een draaibrug over het Hokkō-kanaal, maar nadat het kanaal in 1999 werd gedempt en het Station Sakurajima werd verplaatst raakte de brug in onbruik.
Na de opening van Universal Studios Japan in 2001, kreeg de lijn de bijnaam Yumesaki-lijn na een enquête onder het publiek (Yumesaki betekent zoveel als 'een droom die uitkomt').
Vanaf 1985 tot 1996 was de spoorlijn de kortste lijn van Japan. Verder werd de lijn een aantal keer verlegd; in 1966 en 1999.

## Toekomst
Op 10 september 2009 werd duidelijk dat er een verlenging naar het station Trade Center-mae, gelegen nabij het World Trade Center wordt onderzocht. Men wil iets doen aan de slechte bereikbaarheid van het gebied: met deze verlenging zou de reistijd vanaf Station Osaka niet 30, maar 20 minuten bedragen. De kosten worden geschat op 100 biljoen yen.

## Stations
| Stations       | Japans             | Afstand | bezienswaardigheden     | Verbindingen                                        | Wijk        |
| -------------- | ------------------ | ------- | ----------------------- | --------------------------------------------------- | ----------- |
| Nishikujō      | 西九条             | 0,0     |                         | JR West: Osaka-ringlijn Hanshin: Hanshin Namba-lijn | Konohana-ku |
| Ajikawaguchi   | 安治川口           | 2,4     |                         |                                                     | Konohana-ku |
| Universal City | ユニバーサルシティ | 3,2     | Universal Studios Japan |                                                     | Konohana-ku |
| Sakurajima     | 桜島               | 4,1     |                         |                                                     | Konohana-ku |